# 比扎内
比扎内（法語：Bizanet，法語發音：[bizanɛ(t)] ⓘ）是法国奥德省的一个市镇，位于该省东北部，属于纳博讷区。

## 地理
比扎内（43°9'51"N, 2°52'11"E）面积37.09 平方千米，位于法国奧克西塔尼大區奥德省，该省份为法国南部沿海省份，北起塔恩省，西北接上加龙省，西接阿列日省，南至东比利牛斯省，东临地中海，东北与埃罗省接壤。
与比扎内接壤的市镇（或旧市镇、城区）包括：布特纳克、蒙特雷东代科尔比埃、纳博讷、内维扬、奥尔奈松、圣安德烈-德罗克隆格。
比扎内的时区为UTC+01:00、UTC+02:00（夏令时）。

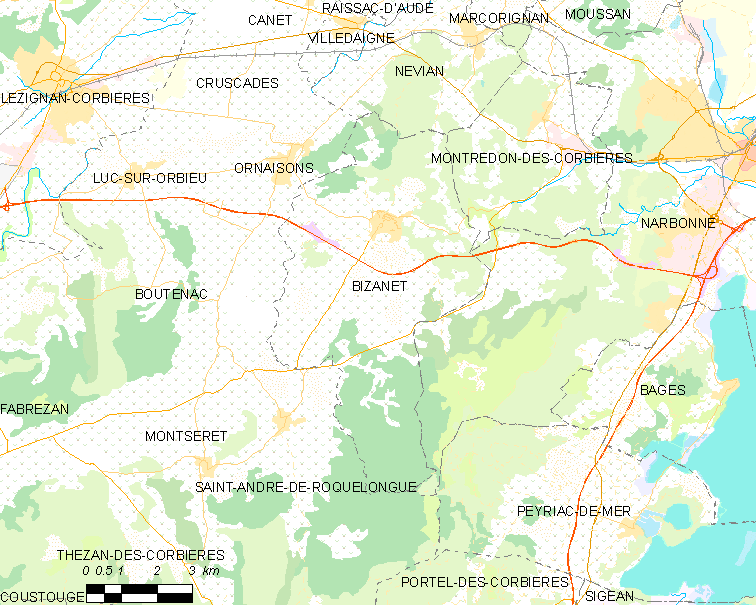
比扎内的OSM定位图

## 行政
比扎内的邮政编码为11200，INSEE市镇编码为11040。

## 政治
比扎内所属的省级选区为纳博讷第一县。

## 交通
法国国家A61号高速公路经过境内并设有服务区，但未设出入口。奥德省省道D224和D423线在镇中心交汇，省道D613线则经过境内南部。

## 人口

1962-2008年间比扎内人口变化图示

比扎内于2022年1月1日时的人口数量为1749人。